# Карма (ТВ серија)
Карма (грч. Κάρμα) је грчка драмска телевизијска серија, произведена 2009-2010, коју је креирала Вана Димитриу и емитована на АNТ1 ТВ од 7. октобра 2009. до 15. октобра 2010. Серију су режирали Костас Костопулос, Реина Ескенази, Василис Дурос и Стамос Тсамис. У Србији је била емитована у току 2013. на националној телевизији Б92 где је и прекинута након 35 епизода, док је од 1. септембра до 15. новембра 2018. поново била емитована на кабловском каналу Прва ворлд у целости, касније још у пар наврата на истом каналу.

## Улоге
| Глумац:             | Улога:              |
| ------------------- | ------------------- |
| Антонис Фрагакис    | Ангелос Стергиу     |
| Исавела Когевина    | Смарагда Каристинос |
| Мирто Аликаки       | Атена Стергиу       |
| Сарантос Геоглери   | Димитрис Рубанис    |
| Маркела Гианату     | Перса Кронтира      |
| Димитрис Ганопулос  | Милтос Рубанис      |
| Леонидас Какурис    | Патрокло            |
| Ставрос Караганис   | Христос Раптис      |
| Димитрис Мотхонос   | Петрос Каристинос   |
| Макимос Мумурис     | Ираклис Рубанис     |
| Георге Тсамбуракис  | Филипос Христидис   |
| Васија Панагопулу   | Мирка Елефтерадис   |
| Гиота Феста         | Јени Каристону      |
| Тамила Кулиева      | Катја Рубани        |
| Елеонора Антонаду   | Мирела              |
| Христина Даламага   | Ели Папајану        |
| Катерина Димитроглу | Наталије            |
| Исидора Доропулу    | Алкистис Рубани     |
| Јулија Калогриди    | Паулина Рубани      |
| Спирос Бутсиас      | Арис Манолидис      |
| Елијас Макрас       | Стефанос Стергиу    |

## Радња серије
Прича прати модног фотографа, двадесетосмогодишњу Смарагду (Исавела Когевина), која се после дужег периода враћа у Грчку. Све чешће пати од ноћних мора у којима види млади, заљубљени пар који брутално губи животе. Смарагда трага за одговорима, у чему јој помаже пријатељица Перса. Ствари постају све теже, па главна јунакиња решава да се подвргне хипнози, када се њен живот драстично мења...
Пре осам година, Смарагда је остала у другом стању. Никада никоме није открила ко је отац, јер је знала да ни сама није спремна да постане мајка. Ипак, она је одлучила да је најпаметнија одлука да дете да на усвајање. Њена породица помаже јој да напусти свој мали град и пресели се у Солун, како би се поштедела осуђивања околине и стреса који би јој цела ситуација нанела. Све иде по плану до самог порођаја, када се ствари компликују и ништа више неће бити као пре. Много година касније, питање које ју је пратило целог живота, изнова ће се изродити... Да ли је у питању судбина или карма?

## Преглед серије
| Сезона | Сезона | Број епизода | Приказивање у Грчкој                | Приказивање у Србији                           |
| ------ | ------ | ------------ | ----------------------------------- | ---------------------------------------------- |
|        | 1      | 151          | 7. октобар 2009 – 15. октобар 2010. | 1. септембар – 15. новембар 2018. (Прва ворлд) |